# Wirus odry
Wirus odry (ang. measles virus) – wirus z rodzaju Morbillivirus, z rodziny paramyksowirusów.
Od pozostałych z tej rodziny różni się brakiem neuraminidazy.
Zidentyfikowano 21 szczepów wirusa.
Wirus odry wywołuje u człowieka chorobę wysypkową wieku dziecięcego zwaną odrą.